# Baporé
Baporé est une localité située dans le département de Ouahigouya de la province du Yatenga dans la région Nord au Burkina Faso.

## Géographie
Baporé se trouve à 9 km à l'est du centre de Ouahigouya, le chef-lieu de la province.

## Santé et éducation
Le centre de soins le plus proche de Baporé est le centre hospitalier régional (CHR) de Ouahigouya.